# Best of 2001–2009
Best of 2001–2009 – album fińskiej grupy The Rasmus będąca zbiorem najlepszych utworów z czterech ostatnich albumów.
Wydawnictwo zawiera także kilka mniej znanych utworów oraz nowy singel nagrany z gościnnym udziałem wokalistki Nightwish – Anette Olzon. The Rasmus uznawany jest za najlepszy fiński zespół rockowy w historii. Album powstał w wyniku obchodów 15-lecia działalności The Rasmus, podczas której wydali siedem płyt, które rozeszły się w ponad 3 milionach egzemplarzy na całym świecie.
"Czuliśmy, że to odpowiedni czas na podsumowanie ostatnich 10 lat” – mówi Lauri Ylönen – "(...) To był zwariowany i niesamowity czas. Odwiedziliśmy ponad 60 krajów, od Indii po Syberię, gdzie spotkaliśmy tysiące fanów (...). Jestem niesamowicie dumny z tych czterech płyt".

## Lista tytułów
Źródło
1. „In the Shadows” – 4:07
2. „No fear” – 4:06
3. „Guilty" (US MIX) – 3:41
4. „October & April” (gościnnie Anette Olzon) – 3:53
5. „First Day of My Life” – 3:45
6. „Livin’ in a World Without You” – 3:50
7. „F-F-F-Falling” – 3:53
8. „Chill” – 4:14
9. „Immortal” – 4:57
10. „Justify” – 4:26
11. „Shot” – 4:18
12. „Funeral Song” – 	3:17
13. „Ghost of Love” – 3:18
14. „Open My Eyes" (acoustic version) – 	3:19
15. „In My Life” – 	4:01
16. „Ten Black Roses” – 3:55
17. „Sail Away” – 3:49